# Чемпіони світу із шахів

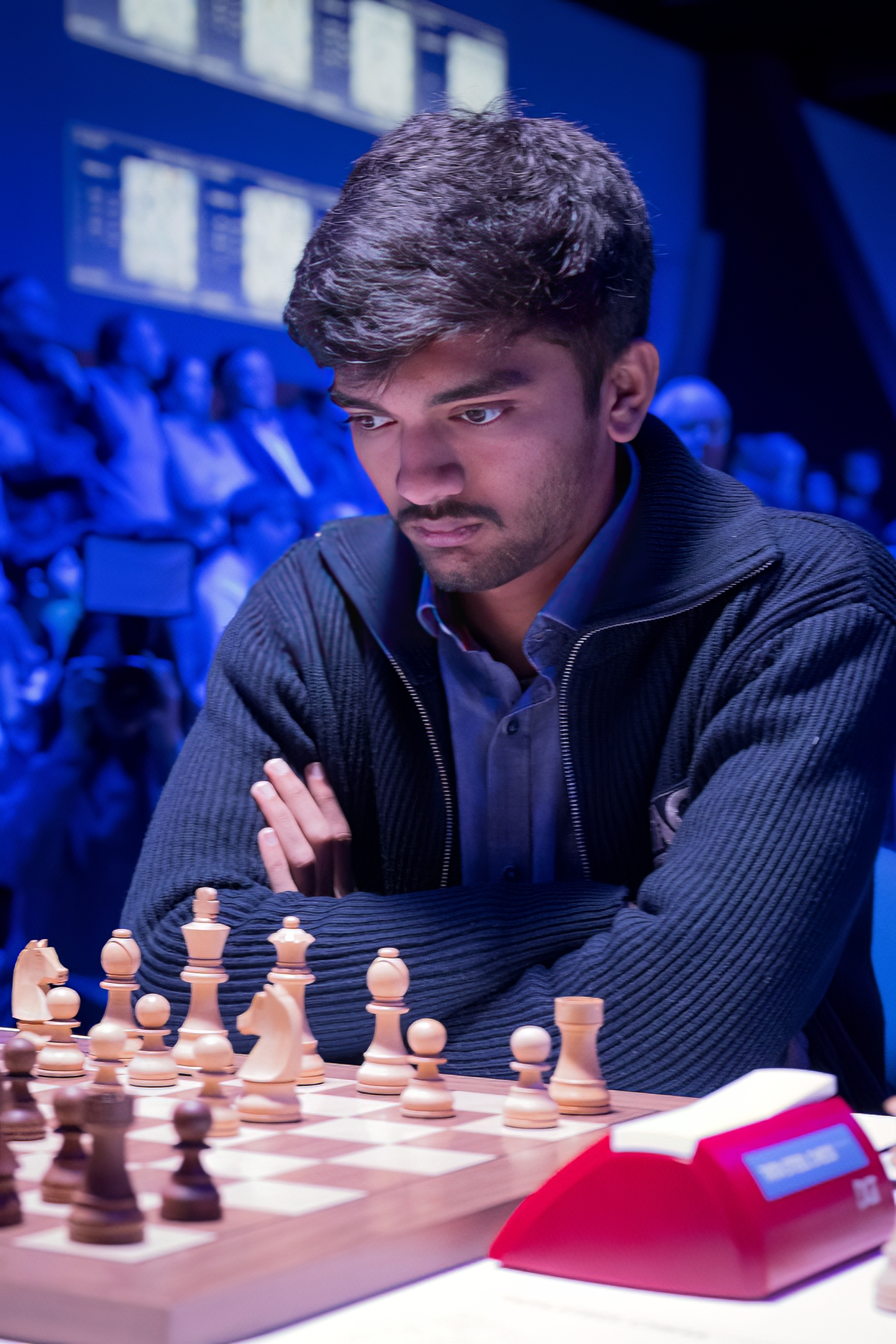
Доммараджу Гукеш чемпіон світу з 2024 року

Першим офіційним чемпіоном світу з шахів став Вільгельм Стейніц 1886 року. Перші пів століття чемпіон довільно вибирав претендента, з яким грав матч, і не завжди це був найсильніший кандидат. З 1948 року організатором матчів за першість світу стала ФІДЕ і введено чітку структуру кваліфікаційних турнірів (див. міжзональні турніри та турнір претендентів).
1993 року через розбіжності з ФІДЕ, Гаррі Каспаров організував Професійну шахову асоціацію (ПША). У відповідь на це ФІДЕ позбавила його звання чемпіона, розігравши шахову корону між іншими претендентами. В результаті цих подій в світі з'явилися два чемпіона: Гаррі Каспаров — за версією ПША і Анатолій Карпов, який виграв матч під егідою ФІДЕ.
У 2006 році відбувся об'єднувальний матч між чемпіоном за версією ФІДЕ Веселіном Топаловим і чемпіоном з «класичних шахів» Володимиром Крамником, в результаті якого визначився абсолютний чемпіон світу — ним став Крамник.
Чинним чемпіоном світу з 2024 року є Доммараджу Гукеш.

## Найсильніші шахісти до XX століття
Офіційно звання «чемпіон світу із шахів» вперше отримав Вільгельм Стейніц 1886 року. Але і до цього моменту існували шахісти, яких неофіційно уважали найсильнішими:
| Роки чемпіонства     | Чемпіони                   | Роки життя            | Країна                     |
| -------------------- | -------------------------- | --------------------- | -------------------------- |
| 1560—1575            | Руй Лопес де Сеґура        | приблизно 1540 — 1580 | Іспанія                    |
| 1575—1587            | Джованні Леонардо да Кутро | 1542—1587             | Неаполітанське королівство |
| 1619—1634            | Джоакіно Ґреко             | 1600—1634             | Неаполітанське королівство |
| 1747—1795            | Франсуа Філідор            | 07.09.1726—31.08.1795 | Франція                    |
| 1820—1840            | Луї Шарль де Лабурдонне    | 1785—13.12.1840       | Франція                    |
| 1843—1851            | Говард Стаунтон            | бл. 1810—22.06.1874   | Велика Британія            |
| 1851—1858, 1862—1866 | Адольф Андерсен            | 06.07.1818—13.03.1879 | Пруссія                    |
| 1858—1862            | Пол Морфі                  | 22.06.1837—10.07.1884 | США                        |
| 1866—1886            | Вільгельм Стейніц          | 14.05.1836—12.08.1900 | Австро-Угорщина            |

Слід зауважити, що перераховані шахісти, за винятком останніх трьох, можуть вважатися найсильнішими лише умовно — до середини XIX століття не проводилось досить представницьких турнірів, результати яких могли б дати можливість об'єктивно порівняти між собою більшість найсильніших шахістів світу.
Перший великий міжнародний шаховий турнір, який зібрав більшість найсильніших гравців планети, відбувся лише в 1851 році в Лондоні, і тільки на ньому з'явилася реальна можливість на практиці порівняти гру найсильніших гравців багатьох країн. Саме тому, розповідаючи про звання чемпіона світу, історію зазвичай починають з Адольфа Андерсена, який переміг на цьому турнірі.

## Історія

### Офіційні чемпіони світу (1886—1993)
Очевидно, вперше вираз «матч на першість світу» було вжито в договорі про матч між Вільгельмом Стейніцом і Йоганном Цукертортом. Саме з цього моменту прийнято відраховувати офіційне звання «чемпіон світу з шахів». Однак до 1948 року матчі проводилися без будь-якої системи: чемпіон сам визначав собі суперника, формат матчу і час його проведення.
В 1948 році, через два роки після раптової смерті Олександра Альохіна, яка залишила світ без шахового короля, ФІДЕ організувала матч-турнір п'яти найсильніших гросмейстерів того часу, в якому і визначився новий чемпіон. З тих пір і аж до 1993 року ФІДЕ повністю керувала ходом розіграшу звання чемпіона світу. Чемпіону ставилося в обов'язок захищати свій титул раз в три роки в матчі з переможцем претендентського циклу. У разі програшу йому надавалося право на матч-реванш. Михайло Ботвинник двічі успішно його використовував після поразок від Василя Смислова і Михайла Таля. Однак в 1963 році, коли Ботвинник програв Тіграну Петросяну, це право було скасовано, а починати «з нуля» Ботвинник не захотів.
У 1975 році Роберт Фішер не став захищати свій титул (після того як ФІДЕ відмовилася змінити деякі умови проведення матчу), і він дістався переможцеві претендентського циклу Анатолію Карпову.

### «Розкол» (1993—2006)
Незабаром після того, як Гаррі Каспаров став чемпіоном, Радянський Союз, в якому спортивна діяльність чітко регламентувалася, розпався. Це дало чемпіонові велику свободу дій. У 1993 році Каспаров і претендент Найджел Шорт звинуватили ФІДЕ в корупції і відсутності професіоналізму, вийшли з цієї організації і заснували Професійну шахову асоціацію (ПША), під егідою якої і зіграли свій матч. Оскільки Шорт був англійцем, а матч проходив в Лондоні, в Англії почалося щось на зразок шахової лихоманки. Однак Каспаров переконливо переміг Шорта, і інтерес до шахів в Сполученому Королівстві швидко згас.
ФІДЕ оголосила про позбавлення Каспарова звання чемпіона світу і розіграла його між Карповим (програв Шорту в півфіналі турніру претендентів) і Яном Тімманом (програв Шорту в фіналі турніру претендентів). Карпов здобув перемогу. В результаті з'явилося два чемпіона світу з шахів: Карпов — за версією ФІДЕ, і Каспаров — за версією ПША.
Каспаров захистив свій титул в 1995 році в матчі з Вішванатаном Анандом, який пройшов відбір, дуже схожий на той, який застосовувався ФІДЕ. Передбачалося, що наступним суперником Каспарова буде Олексій Широв, який виграв матч у Володимира Крамника, проте ці плани не були здійснені. Не відбувся і повторний матч з Анандом. ПША припинила своє існування, втративши спонсорів, і Каспаров вирішив, що буде відстоювати свій титул в матчі з найбільш гідним, на його власну думку, претендентом. Але протягом наступних п'яти років Каспаров так жодного разу і не захистив свій титул. Лише 2000 року можливість зіграти проти Каспарова отримав Володимир Крамник. На подив громадськості, Крамник виграв цей матч, ставши черговим чемпіоном світу. Оскільки ПША вже не існувала, цей варіант титулу стали називати «чемпіон світу з класичної версії», згідно з якою звання чемпіона світу може бути отримано лише шляхом перемоги в матчі над чинним чемпіоном світу.
ФІДЕ тим часом провела ще один чемпіонат за традиційною системою (Карпов захистив свій титул в матчі з Гатою Камським), проте вже в 1996 році вирішила змінити схему розіграшу і влаштувала великий турнір за нокаут-системою, в якому велика кількість гравців грало короткі матчі один з другом. Якщо такий матч не визначав переможця, то влаштовувалося кілька додаткових партій з укороченим часом. Багато з них були незадоволені такою схемою, перш за все через те, що вкорочений час не міг не відбитися на якості партій. Каспаров і Крамник не захотіли брати участь в турнірах подібного роду. Однак серед гросмейстерів менш високого рівня нокаут-система користувалася певною підтримкою, оскільки дозволяла кожному з них поборотися за звання чемпіона світу і забезпечувала заробіток навіть при вибування з першого кола.
У першому такому турнірі за нокаут-системою Карпов, як діючий чемпіон, був «поза чергою» допущений до фіналу (і захистив свій титул). Але згодом було вирішено, що чемпіон не може мати будь-яких привілеїв і повинен брати участь у нокаут-турнірі нарівні з претендентами. Карпов відмовився грати за такими правилами, і в 1999 титул чемпіона світу за версією ФІДЕ дістався Олександру Халіфману, в 2000 — Вішванатану Ананду, в 2002 — Руслану Пономарьову, а в 2004 — Рустаму Касимджановим.
До 2002 року шахи опинилися в дуже скрутному становищі. Мало того, що було два чемпіона світу (Крамник і Пономарьов), багато хто вважав найсильнішим шахістом планети Гаррі Каспарова, який мав найвищий в світі рейтинг Ело і виграв ряд великих турнірів. Американський гросмейстер Яссер Сейраван виніс на обговорення так звані «Празькі угоди», метою яких було об'єднання двох ліній. Крамник до цього моменту організував турнір претендентів, виграний угорцем Петером Леко. Сейраван запропонував спочатку провести матчі Крамник-Леко і Пономарьов-Каспаров, а потім розіграти звання абсолютного чемпіона між їх переможцями.
Однак проведення об'єднавчих матчів зіткнулося з серйозними фінансовими труднощами. Матч Крамник-Леко відбувся тільки наприкінці 2004 року, а ФІДЕ так і не зуміла провести матч між своїм чемпіоном Пономарьовим (пізніше Касимджановим) і Каспаровим. Розчарований ситуацією, що склалася в шахах, Каспаров залишив активну гру в 2005 році, все ще маючи на той момент найвищий рейтинг в світі.
У 2005 році ФІДЕ вирішила проводити черговий чемпіонат не за нокаут-системою і влаштувала натомість двоколовий турнір. І Каспаров, і Крамник відмовилися від участі в ньому, а переможцем (і новим чемпіоном за версією ФІДЕ) став Веселин Топалов.

### Об'єднання (з 2006 року)
Нарешті, в 2006 році була досягнута домовленість про спільний матч між Топаловим і Крамником. Матч пройшов у вересні 2006 року і закінчився перемогою Крамника, який, таким чином, став абсолютним чемпіоном світу. Монополія ФІДЕ на проведення чемпіонату світу була відновлена, наступний чемпіонат пройшов у вересні 2007 року в Мехіко в вигляді кругового турніру, в якому брали участь 8 гравців: Крамник, четверо фіналістів турніру претендентів і троє гросмейстерів з найвищим рейтингом. Крамник в ньому програв офіційне звання чемпіона світу Вішванатану Ананду, однак, незважаючи на формальне закінчення «хаосу», частина шахового світу продовжувала вважати Крамника чемпіоном світу за класичною версією, оскільки він не був переможений в матчі. У жовтні 2008 року в Бонні Крамник програв Ананду матч на першість світу з рахунком 4½: 6½, після чого втрата ним чемпіонського звання стала явною.
Вішванатан Ананд відстояв звання чемпіона в травні 2010 року у матчі з болгарським претендентом Веселіном Топаловим (рахунок 6,5: 5,5) і в травні 2012 року в матчі з ізраїльським претендентом Борисом Гельфандом (6: 6 в основному матчі; 2,5: 1,5 на тай-брейку).
У 2013 році Вішванатан Ананд програв матч в Ченнаї і поступився званням чемпіона норвезькому претенденту Магнусу Карлсену. У 2014 році Магнус Карлсен в Сочі відстояв звання у матчі з Вішванатаном Анандом. В листопаді 2016 року Магнус Карлсен, перемігши на тай-брейку Сергія Карякіна, зберіг за собою звання чемпіона світу.
У 2023 році чемпіоном світу з шахів став китайський гросмейстер Дін Ліжень. У матчі на першість світу в столиці Казахстану Астані він переміг росіянина Яна Непомнящого. Чемпіон визначився на так званому тай-брейку — після того, як за підсумками 14 партій із класичним контролем часу переможця не було виявлено.

## Список чемпіонів
| №                       | №                | Роки чемпіонства              | Роки чемпіонства              | Портрет                               | Портрет                               | Чемпіон               | Чемпіон               | Країна             | Країна             |
| ----------------------- | ---------------- | ----------------------------- | ----------------------------- | ------------------------------------- | ------------------------------------- | --------------------- | --------------------- | ------------------ | ------------------ |
| Чемпіони з 1886 по 1993 |                  |                               |                               |                                       |                                       |                       |                       |                    |                    |
| 2                       | 2                | 1894—1921                     | 1894—1921                     | (24 грудня1868 — 11 січня 1941)       | (24 грудня1868 — 11 січня 1941)       | Емануель Ласкер       | Емануель Ласкер       | Німеччина          | Німеччина          |
| 3                       | 3                | 1921—1927                     | 1921—1927                     | (19 листопад 1888 — 8 березня 1942)   | (19 листопад 1888 — 8 березня 1942)   | Хосе Рауль Капабланка | Хосе Рауль Капабланка | Куба               | Куба               |
| 4                       | 4                | 1927—1935 1937—1946           | 1927—1935 1937—1946           | (31 жовтня 1892 — 24 березня 1946)    | (31 жовтня 1892 — 24 березня 1946)    | Олександр Алехін      | Олександр Алехін      | Росія СРСР Франція | Росія СРСР Франція |
| 5                       | 5                | 1935—1937                     | 1935—1937                     | (20 березня 1901 — 26 листопада 1981) | (20 березня 1901 — 26 листопада 1981) | Макс Ейве             | Макс Ейве             | Нідерланди         | Нідерланди         |
| 6                       | 6                | 1948—1957 1958—1960 1961—1963 | 1948—1957 1958—1960 1961—1963 | (17 вересня 1911 — 5 травня 1995)     | (17 вересня 1911 — 5 травня 1995)     | Михайло Ботвинник     | Михайло Ботвинник     | СРСР               | СРСР               |
| 7                       | 7                | 1957—1958                     | 1957—1958                     | (24 березня 1921 — 27 березня 2010)   | (24 березня 1921 — 27 березня 2010)   | Василь Смислов        | Василь Смислов        | СРСР               | СРСР               |
| 8                       | 8                | 1960—1961                     | 1960—1961                     | (9 листопада 1936 — 28 червня 1992)   | (9 листопада 1936 — 28 червня 1992)   | Михайло Таль          | Михайло Таль          | СРСР               | СРСР               |
| 9                       | 9                | 1963—1969                     | 1963—1969                     | (17 червня 1929 — 13 вересня 1984)    | (17 червня 1929 — 13 вересня 1984)    | Тигран Петросян       | Тигран Петросян       | СРСР               | СРСР               |
| 10                      | 10               | 1969—1972                     | 1969—1972                     | (30 січня 1937 — 27 лютого 2025)      | (30 січня 1937 — 27 лютого 2025)      | Борис Спаський        | Борис Спаський        | СРСР Франція Росія | СРСР Франція Росія |
| 11                      | 11               | 1972—1975                     | 1972—1975                     | (9 березня 1943 — 17 січня 2008)      | (9 березня 1943 — 17 січня 2008)      | Роберт Фішер          | Роберт Фішер          | США                | США                |
| 12                      | 12               | 1975—1985                     | 1975—1985                     | (нар. 23 травня 1951)                 | (нар. 23 травня 1951)                 | Анатолій Карпов       | Анатолій Карпов       | СРСР Росія         | СРСР Росія         |
| 13                      | 13               | 1985—1993                     | 1985—1993                     | (нар. 13 квітня 1963)                 | (нар. 13 квітня 1963)                 | Гаррі Каспаров        | Гаррі Каспаров        | СРСР Росія         | СРСР Росія         |
| Чемпіони з 1993 по 2006 |                  |                               |                               |                                       |                                       |                       |                       |                    |                    |
| За версією ФІДЕ         | За версією ФІДЕ  | За версією ФІДЕ               | За версією ФІДЕ               | За версією ФІДЕ                       | За версією ПША                        | За версією ПША        | За версією ПША        | За версією ПША     | За версією ПША     |
| №                       | Роки чемпіонства | Портрет                       | Чемпіон                       | Країна                                | №                                     | Роки чемпіонства      | Портрет               | Чемпіон            | Країна             |
| 12                      | 1993—1999        | (нар. 23 травня 1951)         | Анатолій Карпов               | Росія                                 | 13                                    | 1993—2000             |                       | Гаррі Каспаров     | Росія              |
| 14                      | 1999—2000        | (нар. 18 січня 1966)          | Александр Халіфман            | Росія                                 | 13                                    | 1993—2000             |                       | Гаррі Каспаров     | Росія              |
| 15                      | 2000—2002        | (нар. 11 грудня 1969)         | Вішванатан Ананд              | Індія                                 | 14                                    | 2000—2006             |                       | Володимир Крамник  | Росія              |
| 16                      | 2002—2004        | (нар. 11 жовтня 1983)         | Руслан Пономарьов             | Україна                               | 14                                    | 2000—2006             |                       | Володимир Крамник  | Росія              |
| 17                      | 2004—2005        | (нар. 5 грудня 1979)          | Рустам Касимджанов            | Узбекистан                            | 14                                    | 2000—2006             |                       | Володимир Крамник  | Росія              |
| 18                      | 2005—2006        | (нар. 15 березня 1975)        | Веселин Топалов               | Болгарія                              | 14                                    | 2000—2006             |                       | Володимир Крамник  | Росія              |
| Чемпіони з 2006         |                  |                               |                               |                                       |                                       |                       |                       |                    |                    |
| 14                      | 14               | 2006 — 2007                   | 2006 — 2007                   |                                       |                                       | Володимир Крамник     | Володимир Крамник     | Росія              | Росія              |
| 15                      | 15               | 2007 — 2013                   | 2007 — 2013                   |                                       |                                       | Вішванатан Ананд      | Вішванатан Ананд      | Індія              | Індія              |
| 16                      | 16               | 2013 — 2023                   | 2013 — 2023                   |                                       |                                       | Маґнус Карлсен        | Маґнус Карлсен        | Норвегія           | Норвегія           |
| 17                      | 17               | 2023 — 2024                   | 2023 — 2024                   |                                       |                                       | Дін Ліжень            | Дін Ліжень            | Китай              | Китай              |
| 18                      | 18               | 2024 —                        | 2024 —                        |                                       |                                       | Доммараджу Гукеш      | Доммараджу Гукеш      | Індія              | Індія              |

## Рекорди
- Найдовше з всіх чемпіоном був Емануель Ласкер (27 років — з 1894 по 1921 рік). Він же виграв найбільше число матчів за звання чемпіона світу — 7 (включаючи матч 1909 року, який деякими істориками[ким?] шахів не рахується офіційним).
- Єдиний шахіст, який помер, будучи діючим чемпіоном — Олександр Алехін.
- Єдиний чемпіон, який втратив своє звання, відмовившись грати з претендентом, — Роберт Фішер. Згодом Фішер заявляв, що продовжує вважати себе чемпіоном, оскільки не був переможений, а свій комерційний «матч-реванш» з Борисом Спаським в 1992 році, в якому він здобув перемогу, називав матчем на першість світу.
- Єдиний офіційний чемпіон світу, який не зіграв жодної партії зі своїм попередником, — Анатолій Карпов. Він же — єдиний загальновизнаний чемпіон, який жодного разу не вигравав жодної партії і матчу за це звання в іншого чемпіона світу (не рахуючи Стейніца, що став першим офіційним чемпіоном і не мав попередника).
- Найстаршим зі всіх чемпіонів був на момент завоювання цього титулу Вільгельм Стейніц. Він завоював цей титул у віці 50 років, але неофіційно вважався найсильнішим гравцем з 30, коли переміг у матчі Адольфа Андерсена.
- Наймолодший чемпіон:
  - за версією ФІДЕ (коли титул був розділений) — Руслан Пономарьов, який у січні 2002 року здобув звання у віці 18 років і 3 місяці.
  - єдиний титул — Гукеш Доммараджу, який у грудні 2024 року здобув звання у віці 18 років і 6 місяців.
- Людина, що найбільше разів завойовувала звання чемпіона світу, — Михайло Ботвинник. Він став чемпіоном світу тричі: вперше в 1948 році, потім двічі програвав звання і повертав його в матчі-реванші. При цьому не виграв жодного матчу на першість світу будучи в ранзі чемпіона світу (нічиї з Д. Бронштейном і В. Смисловим, програші В. Смислову, М. Талю і Т. Петросяну).
- Найбільше матчів за звання чемпіона світу з шахів між собою провели Карпов і Каспаров — ця пара гросмейстерів п'ять разів зустрічалася в матчах за шахову корону (три матчі виграв Каспаров, один завершився внічию, один був зупинений при лідерстві Карпова). Наступні за ними — Ботвинник і Смислов, між якими відбулося три матчі (крім того, вони зустрічалися в рамках матчу-турніру 5 гросмейстерів в 1948 році). Один матч (а також матч-турнір) виграв Ботвинник, один — Смислов, один матч завершився внічию). За партіями загальний рахунок у них рівний: враховуючи матч-турнір 1948 року, кожен виграв по 18 партій, і 38 закінчилися внічию.
- Найменша кількість років — 14, — знадобилося, щоб стати чемпіоном світу, Михайлу Талю (навчився грати в 10, а чемпіоном став в 24). (Не враховується Пономарьов, який став чемпіоном у віці 18,3 років. У скільки саме він навчився грати — невідомо, але якщо йому було більше 5 років — то фаворит саме він.) Для порівняння: Ботвиннику знадобилося 25 років, Каспарову — 15, Фішеру — 21.
- Єдиний шахіст, який завойовував титул чемпіона і відстоював його в змаганнях з трьома різними форматами — Вішванатан Ананд. Він ставав чемпіоном в турнірі за нокаут-системою (2000) і в круговому турнірі (2007 г.), а також відстоював титул в матчах (2008 — із Крамником 2010 — з Топаловим, 2012 — з Гельфандом). Крім того, Ананд брав участь в матчах на першість світу з обома версіями в період розколу, а також за абсолютний титул після об'єднання.